# Брковић
Брковић је српско презиме. Познате особе са овим презименом су:
- Балша Брковић (рођен 1966), црногорски писац, есејиста и позоришни критичар
- Јеврем Брковић (рођен 1933), црногорски писац (песник, романсијер, новинар), историчар и културни делатник